# Arsenio Chirinos
Arseno Chirinos Farines (* 14. Dezember 1934 in Caracas; † 13. Oktober 2015 in Barcelona) war ein venezolanischer Radrennfahrer.

## Sportliche Laufbahn
Chirinos war Straßenradsportler und auch im Bahnradsport aktiv. Er war Teilnehmer der Olympischen Sommerspiele 1956 in Melbourne. Im olympischen Straßenrennen schied er aus. Das Team aus Venezuela mit Antonio Montilla, Arsenio Chirinos, Domingo Rivas und Franco Cacioni kam nicht in die Mannschaftswertung im Straßenrennen. In der der Mannschaftsverfolgung schied der Bahnvierer aus Venezuela in der Vorrunde aus.
Er war auch Teilnehmer der Olympischen Sommerspiele 1960 in Rom. Im olympischen Straßenrennen kam er auf den 29. Rang. Der Straßenvierer aus Venezuela wurde im Mannschaftszeitfahren auf dem 23. Platz klassiert.
Bei den Zentralamerika- und Karibikspielen 1954 gewann er drei Medaillen. Er gewann das Straßenrennen und wurde Zweiter im Mannschaftszeitfahren und in der Mannschaftsverfolgung. Bei den Zentralamerika- und Karibikspielen 1966 holte er die Silbermedaille in der Mannschaftsverfolgung.

## Familiäres
Sein Bruder Victor Chirinos war ebenfalls Radrennfahrer und Teilnehmer der Olympischen Sommerspiele 1960.